# Justine Ezarik
Justine Ezarik (Pittsburgh, 20 maart 1984) is een Amerikaanse youtuber, presentatrice, schrijfster en actrice. Op YouTube is zij bekend van haar kanaal iJustine, waar zij ruim zeven miljoen abonnees heeft.

## Carrière
Ezarik is bekend geworden door haar video uit 2007 over een telefoonrekening van 300 pagina's. Deze video was getiteld 300-page iPhone bill. Deze video leverde haar internationale bekendheid op. Op televisie was zij te zien in kleine bijrollen in Law & Order: Special Victims Unit, Criminal Minds, The Bold and the Beautiful en The Vampire Diaries.
Ezarik maakt video's over uiteenlopende technische snufjes en apparaten, vooral die van Apple, zoals de iPhone, iPad en MacBook. Hier verwijst haar bijnaam iJustine naar.

## Filmografie

### Films
- The House That Drips Blood on Alex (2010)
- The Wedding Ringer (2015)
- Lazer Team (2015)
- Sharknado: The 4th Awakens (2016)
- A Stork's Journey (2017)

### Televisie
- Law & Order: Special Victims Unit (2009, 1 aflevering)
- Criminal Minds (2010, 1 aflevering)
- The Bold and the Beautiful (2010, 1 aflevering)
- E! News (2011, 2 afleveringen)
- The Vampire Diaries (2012, 1 aflevering)
- Chopped (2017, 1 aflevering)
- Drone Racing League (2018, gastcommentator)

### Webseries
- The Annoying Orange (2009-heden, 16 afleveringen)
- Video Game High School (2012, 1 aflevering)
- The Guild (2012, 1 aflevering)
- YouTube Rewind (2012-2017, 6 afleveringen)
- The Gauntlet (2013-heden, 6 afleveringen)
- Escape the Night (2016, 2019, 5 afleveringen)